# PowerDVD
PowerDVD är en mediespelare för datorer.

## Format som stöds
Följande format stöds:
- AVI, WMV,DivX, XvidDivX Pro*, H.264**. MPEG -4 AVC (H.264)
- DVD (MPEG-2); VCD(MPEG-1), SVCD(MPEG-2);MiniDVD
- DVD+VR, DVD-VR,
- MP3, WAV, DTS-ES, DTS 96/24, DTS NEO: 6 and AAC.